# Zeunerita
La zeunerita es un mineral uranilo-arseniato de la clase de los minerales fosfatos, y dentro de esta pertenece al llamado «grupo de la autunita». Fue descubierta en 1872 en una mina del distrito de los Montes Metálicos Centrales de los montes Metálicos, en el estado de Sajonia (Alemania), siendo nombrada así en honor de Gustav Zeuner, geólogo alemán.

## Características químicas
Es un arseniato hidratado de uranilo y cobre. A menudo se encuentra deshidratado a metazeunerita en el aire a 65 °C, volviéndose translúcido con la deshidratación. El grupo de la autunita al que pertenece son todos uranilo-fosfatos y uranilo-arseniatos.
Forma una serie de solución sólida la torbernita (Cu(UO2)2(PO4)2·12H2O), en la que la sustitución gradual del arsénico por fósforo va dando los distintos minerales de la serie.

## Formación y yacimientos
Se forma como mineral secundario raro en la zona de oxidación de los yacimientos de minerales del uranio sometidos a alteración hidrotermal en presencia de arsénico. 
Suele encontrarse asociado a otros minerales como: olivenita, mansfieldita, escorodita, azurita o malaquita.

## Usos
Puede ser extraído en las minas como mena del estratégico uranio mezclado con otros minerales de éste. Por su alta radiactividad debe ser manipulado y almacenado con los correspondientes protocolos de seguridad.